# Classe Mangust
La classe Mangust, o Project 12150 Mangust secondo la designazione russa, è una classe di pattugliatori costieri di costruzione russa, composta da 62 unità entrate in servizio tra il 2001 e il 2018.
Progettate e costruite dal Cantiere navale Vympel di Rybinsk, le unità della classe sono date in dotazione, oltre che alla Marina militare russa, anche alla Guardia costiera e al Servizio doganale federale della Russia. Le unità sono progettate per operare nelle acque territoriali in missioni di polizia marittima, ricerca e soccorso, monitoraggio della navigazione, vigilanza pesca e sorveglianza doganale.

## Caratteristiche
Le Mangust presentano uno scafo dalla lunghezza fuori tutto di 19,45 metri, con una larghezza massima di 4,4 metri e un pescaggio di 1,16 metri; il dislocamento standard ammonta a circa 23,6 tonnellate, salendo a 27,2 tonnellate con le unità a pieno carico. Lo scafo presenta una sezione a forma di V molto pronunciata che, combinata con l'efficiente sistema di propulsione, garantisce alti livelli di manovrabilità e controllabilità; lo scafo presenta un'ottima compartimentazione interna che offre buone condizioni di vivibilità all'equipaggio, la cui consistenza può variare da tre a sei uomini.
Il sistema propulsivo si basa su due motori diesel dalla potenza di 1 500 hp (1 100 kW), di modello diverso a seconda dell'unità, azionanti due eliche a passo fisso o un idrogetto. La velocità massima ammonta a 50 nodi; l'autonomia si aggira sulle 430 miglia alla velocità di crociera di 35 nodi, oppure su due giorni di operazioni continuate.
L'armamento delle unità si basa su una mitragliera da 14,7 mm MPTU-1 Zhalo o una mitragliatrice da 12,7 mm Kord, due lanciagranate automatici da 30 mm AGS-17, un lanciagranate anti-sommozzatori DP-64 e un paio di MANPADS tipo Igla. L'apparato sensori comprende un radar di navigazione e un ecoscandaglio.